# 汉语桥·世界大学生中文比赛
《汉语桥·世界大学生中文比赛》（英語：Chinese Bridge; Chinese Proficiency Competition for Foreign College Students），是由中外语言交流合作中心主办的大型国际汉语比赛。自从2002年首届汉语桥比赛以来，该项比赛已经成功举办了13届，来自世界50多个国家的600多名大学生先后应邀来华参加了决赛，参加“汉语桥”世界大学生中文比赛的外国选手们首先会在各自国家参加分赛区预选赛，每个赛区的优胜者会应邀来华参加决赛。比赛内容一般包括：汉语语言能力测试、中国国情知识测试和中国文化知识测试。

## 历届比赛历史
该比赛从第七届开始，由湖南广播电视台、湖南大众传媒职业技术学院和湖南教育电视台承办，决赛将在湖南卫视、湖南国际频道和湖南教育电视台录播或直播（第十九届除外，该届比赛由央视创造传媒、央视频和阿里云计算承办）。
| 届数       | 比赛时间                 | 决赛地点 | 比赛主题          | 总冠军          |
| ---------- | ------------------------ | -------- | ----------------- | --------------- |
| 第一届     | 2002年8月10日－8月25日   | 山东济南 | 心灵之桥          | 越南 郑翠恒     |
| 第二届     | 2003年12月10日－12月25日 | 北京     | 新世纪的中国      | 新加坡 徐晶莹   |
| 第三届     | 2004年4月7日－4月19日    | 北京     | 文化灿烂的中国    | 新加坡 张家昱   |
| 第四届     | 2005年7月13日－7月26日   | 北京     | 山川秀丽的中国    | 法國 英雄       |
| 第五届     | 2006年7月18日－7月29日   | 北京     | 多民族的中国      | 米娜            |
| 第六届     | 2007年8月3日－8月13日    | 吉林长春 | 迎奥运的中国      | 日本 蜂谷诚     |
| 第七届     | 2008年7月1日－8月1日     | 湖南长沙 | 激情奥运 快乐汉语 | 美国 欧莉莲     |
| 第八届     | 2009年7月9日－8月7日     | 湖南长沙 | 快乐汉语 成就希望 | 比利时 郝菲     |
| 第九届     | 2010年7月13日－8月24日   | 湖南长沙 | 魅力汉语 精彩世博 | 英格兰 蒋思哲   |
| 第十届     | 2011年7月17日－7月24日   | 湖南长沙 | 友谊桥梁 心灵交响 | 奥地利 吴家齐   |
| 第十一届   | 2012年7月8日－7月26日    | 湖南长沙 | 友谊桥梁 心灵交响 | 孙志旿          |
| 第十二届   | 2013年7月17日－8月7日    | 湖南长沙 | 我的中国梦        | 贝乐泰          |
| 第十三届   | 2014年7月22日－9月20日   | 湖南长沙 | 我的中国任务      | 巴西 施茉莉     |
| 第十四届   | 2015年7月27日－8月27日   | 湖南长沙 | 我的中国梦        | 新西兰 麥凱平   |
| 第十五届   | 2016年7月8日－8月10日    | 湖南长沙 | 梦想点亮未来      | 加拿大 安德烈   |
| 第十六届   | 2017年7月10日－8月12日   | 湖南长沙 | 梦想点亮未来      | 苏丹 赵之行     |
| 第十七届   | 2018年7月6日－8月4日     | 湖南长沙 | 天下一家          | 俄羅斯 鲁斯兰   |
| 第十八届   | 2019年7月25日－8月22日   | 湖南长沙 | 天下一家          | 埃及 诗雨       |
| 第十九届   | 2020年9月20日－11月4日   | 虚拟     | 天下一家          | 比利时 戴庐可   |
| 第二十届   | 2021年9月7日－10月22日   | 虚拟     | 天下一家          | 美国 李晓雨     |
| 第二十一届 | 2022年9月7日－10月22日   | 虚拟     | 天下一家          | 柳海心          |
| 第二十二届 | 2023年8月15日－9月2日    | 广西南宁 | 天下一家          | 塞爾維亞 李一帆 |
| 第二十三届 | 2024年8月15日－9月2日    | 福建平潭 | 天下一家          | 比利时 何杰明   |

### 看历届比赛详情
- 第七届汉语桥世界大学生中文比赛
- 第八届汉语桥世界大学生中文比赛
- 第十二届汉语桥世界大学生中文比赛